# Каминский, Георгий Изявич
Георгий Изявич Каминский (род. 25 января 1960, Минск, Белорусская ССР, СССР) — советский и российский пилот. В 2005, 2007 и 2009 годах становился абсолютным чемпионом мира по пилотажу на планерах. В 2013 году становится вице-чемпионом мира по пилотажу на планерах. Многократный победитель в отдельных программах чемпионатов мира и европы. Мастер спорта международного класса, заслуженный тренер России. Входит в сборную команду России по пилотажу на планерах. 

## Биография
Выпускник школы №22 г. Минска. Окончил Волчанское училище в 1980 году. В том же году принят в Серпуховский аэроклуб на должность лётчика-инструктора. В 1982 году присвоено звание мастера спорта СССР. За успешное выступление на чемпионате РСФСР приглашается в сборную СССР по пилотажу (на самолётах).
С 1987 по 1991 тренер сборной СССР по высшему пилотажу.
С 1993 член сборной России по пилотажу на планерах. С 1995 года подготовкой сборной России по высшему пилотажу на планерах руководил О.В. Пасечник. После гибели Пасечника тренером становится Никитюк Н.А.
По состоянию на 2015 год налёт Георгия на различных типах ЛА составил 7204 часов. Налет на спортивном пилотажном планере Swift S-1 - 600 часов.
На 2014 год избран членом подкомиссии по планерному пилотажу, входящей в состав международной комиссии ФАИ по высшему пилотажу (CIVA).
По состоянию на 2014 год работает пилотом-инструктором на Як-52 в Серпуховском аэроклубе (Дракино), является заместителем начальника АСК по летной подготовке (c 1992 года).

## Спортивные достижения
- 2014 — бронзовый призёр Чемпионата Мира по пилотажу на планерах (WAGAC 2014)
- 2013 — серебряный призёр чемпионата мира по пилотажу на планерах
- 2009 — абсолютный чемпион мира по пилотажу на планерах
- 2007 — абсолютный чемпион мира по пилотажу на планерах
- 2005 — абсолютный чемпион мира по пилотажу на планерах
- 1999 — Чемпион России по самолётам
- 1997 — обладатель первого Кубка лучшему летчику, летавшему на самолётах КБ Яковлева на Чемпионате России
- 1997 — чемпион 1-х всемирных авиационных игр (проводились параллельно с чемпионатом мира 1997)
- 1997 — чемпион мира по пилотажу на планерах в командном зачете
- 1988 — чемпион СССР по самолётам
- 1986 — чемпион СССР по самолётам

## Звания и награды
- Мастер спорта международного класса (МСМК)
- Заслуженный тренер России
- Судья международной категории
- Отличник физической культуры и спорта
- Медаль Ордена "За заслуги перед Отечеством 1 степени"[4]